# Coronel Fabriciano
Coronel Fabriciano – miasto w Brazylii, w stanie Minas Gerais.